# Коџа Мустафа-паша
Коџа Мустафа-паша (умро 1512) био је османски државник и велики везир 1511. и 1512.

## Биографија
Пореклом је био Грк. У османску војску ступио је путем девширме. Каријеру је почео у одредима капиџипаша, као главни вратар Топкапи палате. Био је задужен за церемоније приликом пријема страних амбасадора. Изабран је за великог везира при крају владавине Бајазита II 1511. Погубљен је следеће године. У Истанбулу је руководио претварањем две старе византијске цркве у џамије. Обе су добиле имена по њему.